# Un peu de soleil dans l'eau froide
Pour plus de détails, voir Fiche technique et Distribution.
Un peu de soleil dans l'eau froide est un film dramatique romantique italo-français réalisé par Jacques Deray, sorti en 1971. Il s’agit de l’adaptation du roman homonyme de Françoise Sagan (1969).

## Synopsis
Gilles Lantier est un brillant journaliste parisien de l'Agence France Presse en couple avec Héloïse, une top-model américaine. Malheureux et dépressif, il part retrouver la famille de sa sœur dans le Limousin. Lors d'un repas, il rencontre Nathalie Silvener, mais s'absente brusquement. Elle est troublée par ce jeune homme distant et en tombe amoureuse car il l'attire bien qu'elle soit mariée.
Il doit rentrer à Paris pour raison professionnelle. Il retrouve la top-model très amoureuse, fait l'amour avec elle, puis lui avoue avoir rencontré quelqu'un à Limoges. Et il repart pour Limoges. Puis c'est Nathalie qui le rejoint à Paris après avoir rompu avec son mari. Ils s'installent dans l'appartement de Gilles.
Sans vouloir se l'avouer, Gilles se lasse de la relation avec Nathalie. Celle-ci s'en rend compte. Elle doit repartir quelques jours à Limoges pour raisons familiales, mais elle revient à Paris.
Un jour, Gilles discute chez lui avec un collègue de travail. Il finit par admettre qu'il est gêné par le fait que Nathalie ait tout abandonné pour lui et qu'il n'a plus besoin d'elle. C'est alors qu'ils s'aperçoivent que Nathalie a entendu la conversation car elle était rentrée plus tôt que prévu de son travail.
Nathalie loue une chambre d'hôtel et se suicide en avalant des somnifères.

## Fiche technique
- Titre original : Un peu de soleil dans l'eau froide
- Titre international : A Little Sun in Cold Water
- Réalisation : Jacques Deray
- Scénario : Jean-Claude Carrière, d'après le roman du même nom de Françoise Sagan
- Décors : François de Lamothe
- Photographie : Jean Badal
- Son : Jacques Maumont
- Montage : Henri Lanoë
- 1er assistant-réalisateur : Bernard Stora
- Musique : Michel Legrand
- Production : Gérard Beytout et René Pignières
- Sociétés de production : Société nouvelle de cinématographie ; Mega Films (production étrangère)
- Société de distribution : Société nouvelle de cinématographie
- Pays de production :  France,  Italie
- Langue originale : français
- Format : couleur Eastmancolor - son mono
- Genre : drame romantique
- Durée : 110 minutes
- Dates de sortie :
  - France : 29 octobre 1971
  - Italie : 27 janvier 1972
- Affiche : Jacques Vaissier (France)

## Distribution
- Claudine Auger : Nathalie Silvener
- Marc Porel : Gilles Lantier
- Bernard Fresson : Jean
- Judith Magre : Odile
- Barbara Bach : Héloïse / Elvire
- Jean-Claude Carrière : François, le mari de Nathalie
- Gérard Depardieu : Pierre, le frère de Nathalie
- Jacques Debary : Fairmont
- André Falcon : Florent
- Marc Eyraud : Rouargue
- Mireille Perrey
- Albert Michel : le serveur du restaurant

## Tournage
L'entrée sur rue de l'immeuble où habite Gilles à Paris est filmé rue Antoine-Dubois au pied de l'escalier et de la statue d'Alfred Vulpian.